# Занкт-Енгльмар
Занкт-Енгльмар (нім. Sankt Englmar) — громада в Німеччині, розташована в землі Баварія. Підпорядковується адміністративному округу Нижня Баварія. Входить до складу району Штраубінг-Боген.
Площа — 36,85 км2. Населення становить 1899 ос. (станом на 31 грудня 2020).